# Wereldkampioenschap zoetwaterhengelen 2017
Het 64e Wereldkampioenschap zoetwaterhengelen voor heren vond plaats in het Belgische Ronquières aan het kanaal Brussel-Charleroi op 9 en 10 september 2017. Er namen 204 vissers uit 38 landen deel.

## Historiek
Het was net geen 60 jaar geleden dat het Wereldkampioenschap nog eens in Wallonië werd georganiseerd, meer bepaald te Hoei in 1958. Voor België was het geleden van 2004 toen Willebroek gaststad was. Wel vond in tussentijd het WK voor Dames te plaats in België.

## Uitslag
België werd wereldkampioen en Luc Thijs werd individueel wereldkampioen met tweemaal vakwinst en ruim 17 kilo vis. Zilver was voor Engeland en brons voor Frankrijk. Nederland eindigde negende. In het individueel klassement werd de Fransman Stéphane Linder (12 kilo vis) tweede en de Belg Geoffrey Duquesne (2x vakwinst en 11 kilo vis). Beste Nederlander was Jurgen Spierings (vijf punten en ongeveer 10 kilo vis) op de dertiende plaats.
Naast Luc Thijs en Geoffrey Duquesne maakte ook Franck Vanparijs (6e), Kim De Page (14e) en Hans Slegers (20e) deel uit van de Belgische nationale ploeg. De Nederlandse selectie bestond naast Jurgen Spierings uit Ramon Pasmans (41e), Stefan Altena (47e), Sjors Milder (186e) en Arjan Klop (192e).

## Uitslagen

### Teams
| pos.   | Team        | Penalties | Gewicht (gram) | Aantal vissen |
| ------ | ----------- | --------- | -------------- | ------------- |
| Goud   | België      | 18        | 59.812         | 1325          |
| Zilver | Engeland    | 21        | 53.393         | 1.043         |
| Brons  | Frankrijk   | 24,5      | 53.031         | 1.128         |
| 4e     | Zwitserland | 49        | 33.393         | 511           |
| 5e     | Polen       | 51        | 30.273         | 1.236         |
| 6e     | Italië      | 56,5      | 30.232         | 824           |
| 7e     | Hongarije   | 62        | 27.922         | 1.141         |
| 8e     | Kroatië     | 63        | 27.165         | 1.792         |
| 9e     | Nederland   | 66        | 29.609         | 1.229         |
| 10e    | Finland     | 72        | 26.786         | 728           |

### Individueel
| pos.   | Team              | Penalties | Gewicht (gram) | Pegs sum | Aantal vissen |
| ------ | ----------------- | --------- | -------------- | -------- | ------------- |
| Goud   | Luc Thijs         | 2         | 17.011         | 36       | 234           |
| Zilver | Stéphane Linder   | 2         | 12.181         | 33       | 263           |
| Brons  | Geoffrey Duquesne | 2         | 11.577         | 19       | 304           |
| 4e     | Aaron Ferretti    | 2         | 11.081         | 33       | 141           |
| 5e     | Will Raison       | 3         | 15.652         | 19       | 224           |
| 6e     | Franck Vanparijs  | 3         | 11.780         | 25       | 292           |
| 7e     | Alain Dewimille   | 3         | 11.070         | 18       | 207           |
| 8e     | Stéphane Pottelet | 3         | 9.656          | 13       | 253           |
| 9e     | Steve Hemmingray  | 3         | 8.775          | 27       | 183           |
| 10e    | Jérôme Vasseur    | 4         | 11.032         | 22       | 165           |